# Olympische Winterspiele 1924/Curling
Bei den I. Olympischen Winterspielen 1924 in Chamonix fand ein Wettbewerb im Curling statt. Austragungsort war das Stade Olympique.
Dieser Wettbewerb für Männer galt lange Zeit als Demonstrations- oder Vorführwettbewerb, obwohl zum Zeitpunkt der I. Olympischen Winterspiele keine Differenzierung in Demonstrations- und originäre Wettbewerbe vorgenommen wurde. Im Januar 2006 entschied das Internationale Olympische Komitee, dass Curling 1924 ein offizieller Wettbewerb war und erklärte das Vereinigte Königreich zum Olympiasieger.

## Bilanz

### Medaillenspiegel
| Platz  | Land           | Gold | Silber | Bronze | Gesamt |
| ------ | -------------- | ---- | ------ | ------ | ------ |
| 1      | Großbritannien | 1    | –      | –      | 1      |
| 2      | Schweden       | –    | 1      | –      | 1      |
| 3      | Frankreich     | –    | –      | 1      | 1      |
| Gesamt | Gesamt         | 1    | 1      | 1      | 3      |

### Medaillengewinner
| Platz | Land | Sportler |
| ----- | ---- | --- |
| 1     | GBR  | Thomas Robertson-Aikman, Delaval Astley, Laurence Jackson, William Brown, William Kilgour Jackson, John McLeod, Thomas Blackwood Murray, Robin Welsh |
| 2     | SWE  | Johan Petter Åhlén, Carl August Kronlund, Ture Ödlund, Carl Wilhelm Petersén, Carl Axel Pettersson, Erik Severin, Karl Wahlberg, Victor Wetterström  |
| 3     | FRA  | Henri Aldebert, Georges André, Armand Isaac-Bénédic, Pierre Canivet, Henri Cournollet                                                                |

Die britische Mannschaft, zusammengesetzt aus Mitgliedern des Royal Caledonian Curling Club in Perth, gewann den Wettbewerb überlegen. Die einzigen ernstzunehmenden Konkurrenten wären damals die ebenfalls angereisten Schweizer gewesen, die es aber kurzfristig vorzogen, am Wettbewerb nicht teilzunehmen. Curling war in Frankreich damals noch eher unbekannt, weshalb der Wettbewerb nur vor wenigen Zuschauern ausgetragen wurde. Diese waren aber von dem Sport begeistert, hatte er doch eine gewisse Ähnlichkeit mit dem in Frankreich populären Boule-Spiel.

## Round Robin

### Tabelle
| Platz | Team           | Siege | Ndlg. | Punkte |
| ----- | -------------- | ----- | ----- | ------ |
| 1     | Großbritannien | 2     | 0     | 4      |
| 2     | Schweden       | 1     | 1     | 2      |
| 3     | Frankreich     | 0     | 2     | 0      |

### Draw 1
Datum: 28. Januar 1924, 10:00 Uhr
| Begegnung | Begegnung  | Ergebnis |
| --------- | ---------- | -------- |
| Schweden  | Frankreich | 18 : 10  |

### Draw 2
Datum: 29. Januar 1924, 10:00 Uhr
| Begegnung      | Begegnung | Ergebnis |
| -------------- | --------- | -------- |
| Großbritannien | Schweden  | 38 : 7   |

### Draw 3
Datum: 30. Januar 1924, 10:00 Uhr
| Begegnung      | Begegnung  | Ergebnis |
| -------------- | ---------- | -------- |
| Großbritannien | Frankreich | 46 : 4   |